# يهوديت تذبح هولوفيرنوس
يهوديت تذبح هولوفيرنوس هي لوحة للفنانة الباروكية الإيطالية أرتيميسيا جنتيليشي التي اكملت رسمها عام 1610 وتعرض الآن في معرض أوفيزي فلورنسا ، إيطاليا. يُظهر العمل مشهد جوديث تقطع رأس هولوفرن وهو تصوير شائع في الفن منذ أوائل عصر النهضة ، كجزء من مجموعة من الموضوعات التي يطلق عليها نقاد الفن «قوة المرأة» حيث تُظهر النساء ينتصرن على الرجال الأقوياء.
يتناول موضوع اللوحة سفر يهوديت في العهد القديم ، الذي يروي اغتيال الجنرال الآشوري هولوفيرن على يد البطلة الإسرائيلية جوديث . تظهر اللوحة اللحظة التي قطعت فيها جوديث بمساعدة خادمتها رأس الجنرال بعد أن غرق في النوم وهو في حالة سكر.
رسمت أيضًا أرتيميسيا جنتيليشي نسخة أحدث من العمل في أوائل العام 1620 وتعرض الآن في معرض أوفيزي في فلورنسا.

## التاريخ
يهوديت تذبح هولوفيرنوس هي واحدة من أشهر أعمال أرتيميسيا جنتيلتشيس.
رسمت جنتيلتشيس نسخة ثانية من هذه اللوحة بعد انتقالها إلى فلورنسا . لا توجد معلومات حتى الآن عنراعي هذا العمل الفني. لم يُعرف موقع نسخة متحف كابوديمونتي الوطني الخاصة بجنتيليشي إلى أن تم توثيقها في مجموعة السيدة سافيريا دي سيمون في نابولي عام 1827. وُلدت أرتيميسيا للرسام أورازيو جنتيليسي عام 1593 وتلقت الكثير من تدريباتها منه. كانت في سن السابعة عشرة تقريبًا عندما رسمت جوديث تذبح هولوفريون. قبل هذا العمل الفني، رسمت سوزانا والشيوخ ومادونا والطفل . توضح هذه الأعمال الفنية كيف استخدمت حركة الجسم وتعبيرات الوجه للتعبير عن المشاعر. تم الانتهاء من جوديث سلايينج هولوفرنيس في عام 1610 في ذلك الوقت الفنان أغوستينو تاسي يعمل مع أورازيو جنتيلتشي . رسمت جينتيلشي لوحة أخرى، جوديث وصاحبة خادمتها (1613–1414) ، تُظهر جوديث وهي تحمل خنجرًا بينما تحمل خادمتها سلة تحتوي على رأس مقطوع. يتم عرض جوديث ولها ميدسرفانت في قصر بيتي في فلورنسا. تظهر ثلاث لوحات أخرى لجنتليسكي، في نابولي وديترويت وكان .
تصور خادمتها وهي تغطي رأس هولوفرنيس بينما يهوديت تنظر إلى خارج إطار الصورة.
كان والد جنتيلشي، أورازيو جنتيليسي ، رسامًا مشهورًا أيضًا ؛ كما تأثر كثيرا بأسلوب كارافاجيو ورسم نسخته الخاصة من الحكاية، جوديث وخادمتها مع رأس هولوفرنيس .